# Poštna umetnost
Poštna umetnost (angleško Mail art) je vrsta umetnosti, katera uporablja poštni sistem kot medij. Izraz poštna umetnost se lahko nanaša na posamezno sporočilo, medij preko katerega je sporočilo poslano ali na umetniško zvrst.
Sodelujoči si izmenjujejo, po navadi enostavna, kreativna dela preko pošte in od 90' let naprej tudi preko interneta. Dela so lahko v obliki pisem, risb, poslikanih ovojnic, narisanih znamk, letakov, knjig prijateljstva ali stvarnih predmetov.
V mreže poštne umetnosti se je med letoma 1950 in 1990 vključilo na tisoče posameznikov iz vsega Sveta. Med glavnimi vodili poštne umetnosti je nekomercialnost umetnosti, nasprotovanje ekslkuzivnosti umetnin in nezaželenost profesionalnih kritik.

## Zgodovina
Dekoriranje poštnih ovojnic in razglednic je prav tako staro kot je poštni medij. Vendar pa se je poštna umetnost kot umetniška zvrst rodila v zgodnjih šestdesetih letih 20. stoletja. V tem času je začel Ray Johnson pošiljati svoja dela, imenovana moticos, znancem, prijateljem in pomembnim osebnostim. Svojim risbam je pogosto dodal pripis, da naj prejemik pošlje delo naprej z lastnimi dopolnitvami. Temu dopisovanju se je prijelo ime New York Correspondence School. Ime je nastalo iz takratnega aktivističnega slikanja in abstraktnega ekspresionizma, katero se je imenovalo New Yorška šola. Čeprav je Johnson uradno končal New York Correspondence School leta 1973, pa je nadaljeval s svojim ustvarjanjem v katerega se je vključevalo vse več sodelujočih, in gibanja se je prejelo več imen – kot npr. Budha University.
Z Johnsonom je sodelovalo več umetnikov, med njimi tudi Mark Bloch, ki je med prvimi izkoristil internet kot podaljšek poštnega sistema za poštno umetnost. Johnson je bil del gibanja Fluxus, katero je izkoriščalo obstoječe in nove medije umetniškega ustvarjanja - tako tudi poštna umetnost.
Danes poštna umetnost deluje tako preko klasične pošte kot tudi na internetu. Na internetu se objavljajo natečaji na katere pošiljajo sodelujoči elektronska in navadna pisma.

## Delovanje poštne umetnosti
Osnova poštne umetnosti je delujoč sistem sporazumevanja. Tak sistem je nastal z enostavnim pošiljanjem pisem skozi državne poštne sisteme. Čeprav lahko vsakršno pošiljanje kreativnih del preko pošte imenujemo poštna umetnost, pa je poštna umetnost kot umetniški način kreiranja nekoliko drugačen. Poštna umetnost ni le izmenjavanje kreativnih del med dvema znancema. Ker je poštna umetnost kreativno ustvarjanje lahko zajame veliko različnih oblik, tukaj je naštetih nekaj najbolj pogostih:
- obstoj velikega spiska naslovov sodelujočih. Tako si lahko dela izmenjujejo popolni neznanci.
- poziv k ustvarjanju del na določeno temo
- pošiljanje dela z navodili kaj storiti z njim. Tako lahko piše naj se delo dopolni in pošlje k nasledjnemu sodelujočemu ali nazaj k pošilatelju.
- pismo prirejeno posebej za prejemnika. Pošilatelj naredi kreativno delo, s katerim želi vzbuditi reakcijo pri prejemniku - takšno sporočilo je lahko tudi provokativno. Prejemnik lahko na to delo odgovori ali ne.

Pri vseh teh oblikah je pomembna socialna mreža, ki povezuje posameznike, lahko tudi neznance. Ustvarjanje takšnih povezav je postalo veliko lažje in hitrejše z nastankom interneta. Nekateri umetniki zbirajo prispevke z vsega sveta na določeno temo in te izdelke združijo v eno delo - na primer Ryosuke Cohen v svojem projektu Brain Cell. Te socialne mreže se lahko uporabljajo tudi za druga umetniška delovanja ali celo za turizem - pogosto se sodelujoči obiščejo.
Na poštno umetnost močno vplivajo druga umetniška gibanja, kot sta Dadaizem in Fluxus.
Poštna umetnost zagovarja copyleft; to in sodelovanje posameznikov preko mreže (poštne ali elektronske) močno spominja na delovanje prostega programja. Veliko podobnosti ima tudi s postcardware.